# Dominic Keating
Dominic Keating (ur. 1 lipca 1962 w Leicesterze) – brytyjski aktor teatralny i filmowy. Znany głównie z roli porucznika Reeda w serialu Star Trek: Enterprise. Absolwent University College London.

## Wybrana filmografia

### Filmy
- 2007: Gatunek 4: Przebudzenie jako Forbes Maguire
- 2007: Beowulf jako Cain

### Seriale TV
- 1989: Klub Paradise jako Jimmy
- 1990: Na sygnale jako Ian Tilsley
- 1998: Mroczne dziedzictwo jako Bryan / Jason Crenshaw
- 1999: Buffy: Postrach wampirów jako Blair
- 1999-2000: Dobro kontra zło jako Tomek Walenski / Sergei Draskovic
- 2001: Łowcy koszmarów jako dr Harlan Edens
- 2001-2005: Star Trek: Enterprise jako Porucznik Malcolm Reed
- 2006: Las Vegas jako Anthony Demby
- 2007: Herosi jako Will
- 2007: Skazany na śmierć jako Andrew Tyge
- 2008: Szpital Holby City jako Ollie Lake
- 2010: CSI: Kryminalne zagadki Nowego Jorku jako Rufus Knox
- 2010: Synowie Anarchii jako Luther
- 2012: Breakout Kings jako Bob Dixon